# Zapier
Zapier ist eine cloudbasierte NoCode-Software, die es Nutzern ermöglicht, verschiedene Webanwendungen zu integrieren und Arbeitsabläufe zu automatisieren. Es wird von der gleichnamigen Firma Zapier Inc. vertrieben. Zapier fungiert als Übersetzer und Übermittler zwischen verschiedenen Web-APIs und ist einer der Marktführer von Integration-Platform-as-a-Service-Diensten.

## Unternehmen
Das Unternehmen wurde 2012 von Wade Foster, Bryan Helmig und Mike Knoop als eine IFTTT-Alternative für Unternehmen gegründet. Im darauffolgenden Jahr wurde die Firma vom Gründungszentrum Y Combinator akzeptiert und führte im Oktober 2012 eine Finanzierungsrunde unter der Führung von Bessemer Venture Partners durch, bei der 1.3 Millionen US-Dollar gesichert werden konnten.
2014 erreichte das Unternehmen die Gewinnschwelle und wurde 2021 mit einem Wert von 5 Milliarden US-Dollar bewertet. 2015 hatte Zapier bereits über 600.000 Nutzer. Der schnelle Wachstum und die hohe Unternehmensbewertung trotz der geringen Fremdfinanzierung wurde immer wieder als Ausnahmeerscheinung beschrieben und untersucht.
Im März 2021 übernahm das Unternehmen Makerpad, einen No-Code-Bildungsdienst. Zapier beschäftigte Anfang 2024 rund 800 Mitarbeiter in 38 Ländern.

## Funktionsweise
In Zapier lassen sich Prozesse erstellen, sogenannte „Zaps“. Diese werden entweder regelmäßig ausgeführt oder werden durch ein bestimmtes Ereignis (einen „Trigger“) ausgelöst. Daraufhin wird eine vordefinierte Abfolge von Aktionen („Actions“) ausgeführt. So lässt sich beispielsweise bei einer neuen E-Mail automatisch ein Eintrag in einem CRM-System erstellen.
Zapier unterstützte 2021 beinahe 2000 verschiedene Dienste, die miteinander verknüpft werden konnten.

## Kosten
Zapier wird im Freemium-Modell angeboten, sodass Nutzern eine eingeschränkte Version zur kostenlosen Verfügung steht. Für die vollwertige Variante werden verschiedene Pläne mit unterschiedlichem Funktionsumfang vertrieben.